# Abraham Poppius
Abraham Poppius, född den 30 oktober 1793, död den 19 juni 1866, var en lärd finsk skald, kusins son till Gabriel Poppius.
Poppius inskrevs vid Borgå gymnasium 1810 och avlade studentexamen där 1813. Han skrevs in vid Uppsala universitet 1817 där han försvarade en akademisk avhandling om de finska reflexivernas böjning. Poppius prästvigdes i Stockholm 1823 och blev nådårspredikant i Finska församlingen i Stockholm. Han återvände i april 1824 till Finland och blev samma år präst i finska församlingen i S:t Petersburg och kyrkoherdeadjunkt i Viborg, där han tidvis tjänstgjorde som tillförordnad kyrkoherde. Han blev även predikant vid länsfängelset 1825. Vicepastors titel fick han 1827 och blev förste kaplan i sin hemsocken Jockas 1833, en tjänst som han tillträdde 1835. Han kvarstannade där till sin död.
Redan under studieteiden var han intresserad av historia och det finska språket. Han forskade i det finska språkets grammatik. Poppius skrev dikter och räknas till de tidiga finskspråkiga diktarna. Poppius synnerligen stämningsfulla poem på finska är av Julius Krohn samlade i Savolaks-karelska studentavdelningens album Koitar. Poppius bistod den tyske vetenskapsmannen Hans Rudolf Schröter med utgåvan Finnische Runen, Finnisch und Deutsch (1819), ett arbete som tidigt gav uppmärksamhet åt den finska folkpoesin utanför landets gränser. 
Under hela sitt liv samlade Poppius på material till en berättelse om Jockas. Han hade vid sin död en ansenlig mängd underlag som senare försvunnit. Han skrev också släktkrönikan Anteckningar om min slägt som ligger till grund för senare utredningar om släkten Poppius.
Det berättas att han hade en tam trana och en tam björn som husdjur när han bebodde Ryhälä kaplansboställe i Jockas. I hembygdsmuseet i Jockas finns det en skål av sten bevarad som lär ha varit björnens matskål.
Poppius gifte sig 1861 med Vilhelmina Felin (1818-1885), dotter till Johan Felin och Ulrika Hägert.